# Rio Bot
Rio Bot é um rio da África do Sul.